# Zduny (Zduńska Wola)
Zduny – część miasta Zduńska Wola w Polsce, w województwie łódzkim, w powiecie zduńskowolskim. Rozpościera się w okolicy ulicy Porębskiej, w zachodniej części miasta.

## Historia
Zduny to dawna wieś, należąca w latach 1867–1954 do gminy Zduńska Wola w powiecie sieradzkim. W Królestwie Polskim przynależała do guberni kaliskiej, a w okresie międzywojennym do woj. łódzkiego. Tam, 19 listopada 1933 utworzyły gromadę Zduny w granicach gminy Zduńska Wola, składającą się z samej wsi Zduny.
Podczas II wojny światowej włączony do III Rzeszy. Po wojnie ponownie w powiecie sieradzkim w woj. łódzkim. W związku z reorganizacją administracji wiejskiej jesienią 1954 Zduny włączono do Zduńskiej Woli 4 października 1954.